# Edmund Gryglewicz
Edmund Leon Gryglewicz (ur. 6 grudnia 1906 w Raciborzu, zm. 6 sierpnia 1971 w Katowicach) – lekarz medycyny pracy, zasłużony dla rozwoju opieki nad pracownikami branży hutniczej na Górnym Śląsku.

## Życiorys
Syn Leona i Praksedy z domu Szmyt. W wieku 15 lat wziął udział w III powstaniu śląskim, a po 1922 wraz z rodziną przeprowadził się do Dębu (obecnie dzielnica Katowic). Gimnazjum ukończył w 1925.
Podjął studia medyczne w Poznaniu, tam też uzyskał dyplom lekarski (1934). W roku akademickim 1929/1939 był prezesem korporacji akademickiej „Silesia” na Uniwersytecie Poznańskim. Od 1937 pracował w szpitalu hutniczym spółki „Giesche” przy ówczesnej ul. Podgórnej (dziś ul. J. Korczaka) w Szopienicach (jako ordynator Oddziału Chorób Wewnętrznych). Jednocześnie pełnił funkcję lekarza zakładowego hut spółki „Giesche”. W 1946 doktoryzował się we Wrocławiu (dysertacja pt. Zagadnienie ołowicy w Zjednoczonych Zakładach Metali Nieżelaznych z punktu wiedzenia lekarza przemysłowego). Po wojnie nadal zajmował się medycyną pracy w szopienickich zakładach hutniczych (znacjonalizowanych) i pracował w tym samym szpitalu (przekształconym w szpital miejski). Działał w Komisji Zdrowia MRN w Szopienicach oraz w radzie lekarskiej przy Centralnym Zarządzie Przemysłu Hutniczego w Katowicach.
Dzięki jego staraniom w Szopienicach powstały przyzakładowe laboratoria toksykologiczne, pierwsze w województwie sanatorium dzienne. Z jego inicjatywy utworzono zakład leczniczo-zapobiegawczy. Zajmował się problemem ołowicy wśród mieszkańców Szopienic oraz poprawą bezpieczeństwa pracy w górnośląskim hutnictwie. Współpracowała z nim Jolanta Wadowska-Król.
Hobbystycznie interesował się malarstwem i fotografią.
Zmarł w 1971 na nowotwór.

## Odznaczenia i upamiętnienie

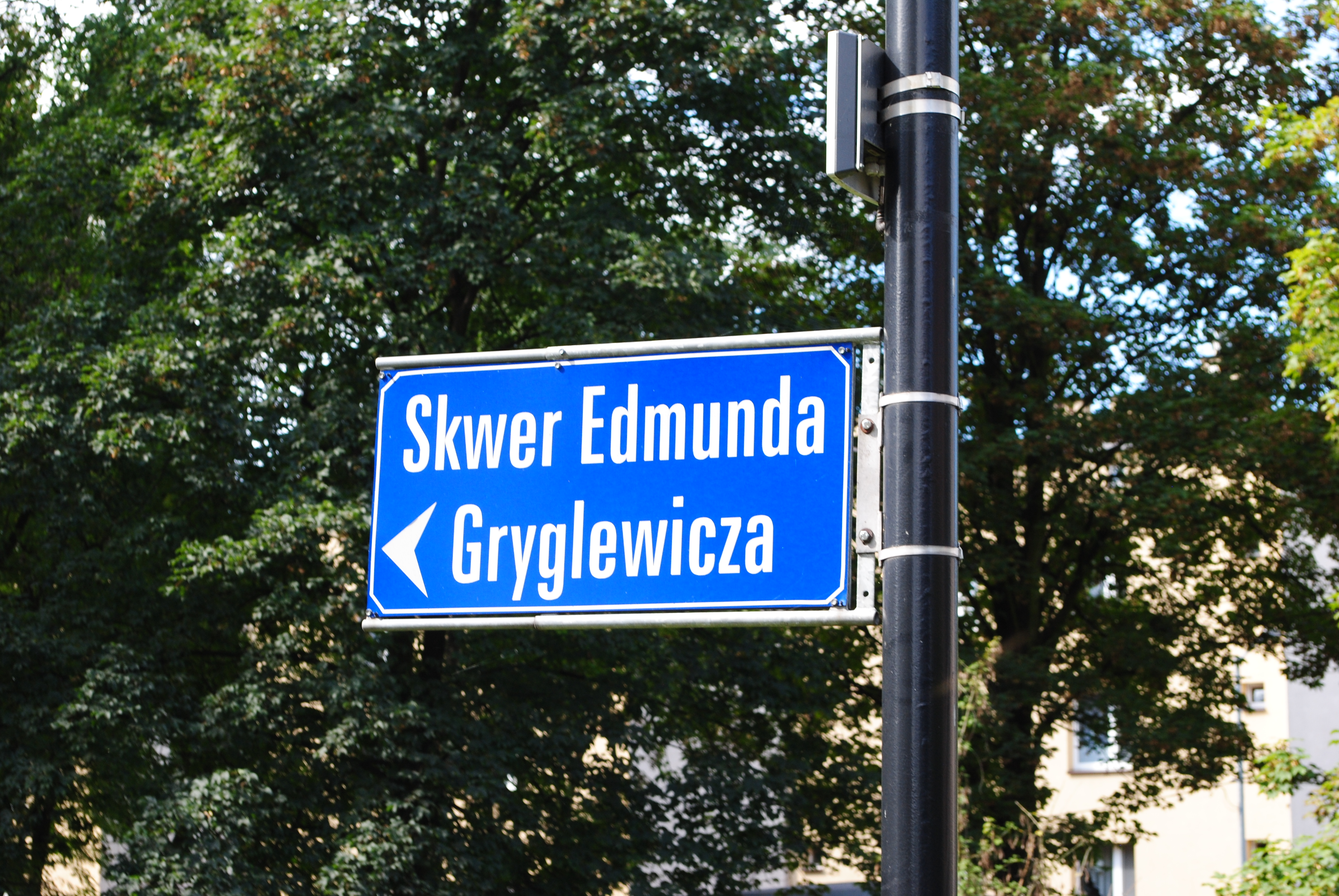
Nazwa skweru w Katowicach-Szopienicach

Gryglewicza odznaczono Krzyżem Kawalerskim Orderu Odrodzenia Polski i Złotym Krzyżem Zasługi oraz Odznaką za Wzorową Pracę w Służbie Zdrowia.
W 1994 w Katowicach powstała Fundacja „Pamięć i Pomoc”, działająca na polu opieki geriatrycznej, która nosi imię Edmunda Gryglewicza.
W 2017 jego imieniem nazwano skwer w Szopienicach, położony w rejonie ul. Bednarskiej, ul. Brynicy i ul. Morawa.